# Квартал (поселення)

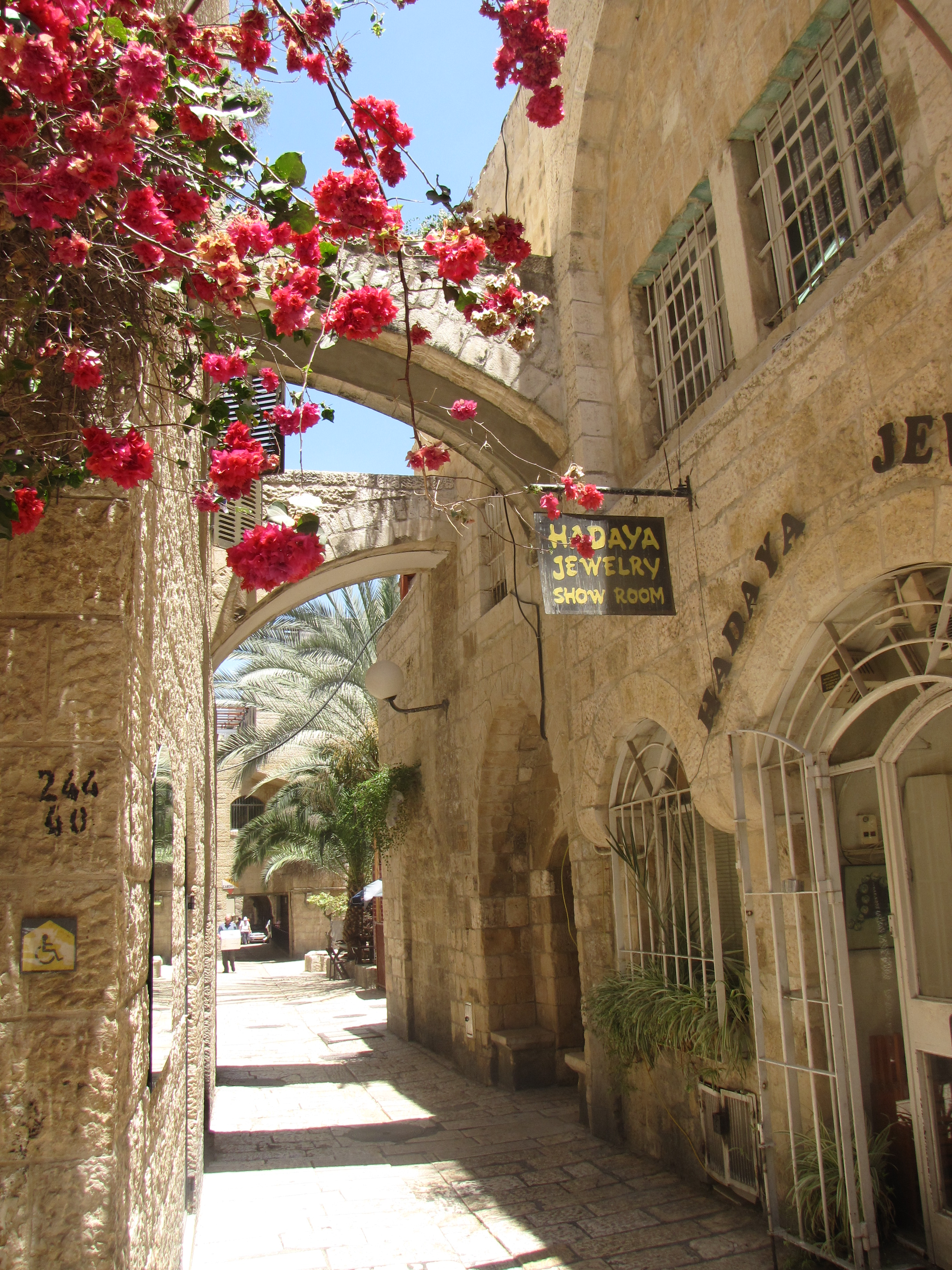
Єврейський квартал — один з чотирьох традиційних кварталів Старого міста, Єрусалим.

Квартал — частина міського поселення.
Кордони можуть бути адміністративні (тоді позначається як «Боро»), він може мати і свою власну адміністративну структуру. Такий поділ особливо поширений в таких країнах, як Польща (dzielnica, osiedle), Сербія (четврт четврт, četvrt), Хорватія (četvrt), Грузія (კვარტალი), Німеччина (Stadtteil), Італія (Quartiere), Франція (Quartier), Румунія (Cartier) і Камбоджа (Sangkat).
Більшість римських міст були розділені на чотири частини, звані чвертями (Кардо і Декуманус Максимус).
В Старому Місті Єрусалиму є чотири чверті: мусульманський квартал, християнський квартал, єврейський квартал та вірменський квартал (марокканський квартал). Християнський квартал також є в Дамаску.